# حوض‌انبار دلقند
حوض‌انبار دلقند مربوط به دوره قاجار است و در شهرستان سبزوار، بخش مرکزی، دهستان قصبه شرقی، ۶۰۰ متری شمال روستای دلقند واقع شده و این اثر در تاریخ ۲۴ خرداد ۱۳۹۰ با شمارهٔ ثبت ۳۰۲۸۴ به‌عنوان یکی از آثار ملی ایران به ثبت رسیده است.